# Estudos genéticos em latino-americanos
Estudos genéticos em latino-americanos é uma área da genética populacional que estuda a composição genética de diferentes populações da América Latina.

## Os componentes formadores
Os povos indígenas da América descendem diretamente de caçadores-coletores asiáticos do leste da Sibéria que migraram para a América do Norte entre 15 e 18 mil anos e povoaram o continente americano ao longo dos milênios. Alguns povos indígenas dos Estados Unidos e do Canadá, notadamente os falantes de línguas na-dene e esquimó-aleútes, descendem também parcialmente de outros povos da Sibéria que chegaram posteriormente ao continente americano.
Na época da chegada dos europeus, estima-se que havia no que é hoje a América Latina 45 milhões de ameríndios, número que rapidamente declinou com a colonização europeia, o que se deve às doenças introduzidas pelos europeus, guerras e maus-tratos.
Durante a colonização da América Latina, espanhóis e portugueses migraram para as colônias de seus países na América Latina. Como eram poucas as mulheres brancas que migravam para as colônias ibéricas na América, houve a miscigenação interracial.
Entre 1492 e 1870, estima-se que nove milhões de africanos escravizados, vindos da faixa costeira entre a Guiné e Angola e de Moçambique, desembarcaram na América Latina, participando na formação demográfica e genética dessa parte do continente como um todo em diferentes graus.
Nos séculos XIX e XX, milhões de imigrantes, em grande parte europeus, mas também árabes levantinos e asiáticos orientais, desembarcaram na América Latina, com sua chegada afetando mais a população de certos países, como Brasil, Argentina e Uruguai.

## Argentina
Homburguer et al. (2015) afirma que a ancestralidade genética da população da Argentina é a seguinte: 67% europeia, 28% ameríndia, 4% africana subsaariana e 1% asiática oriental.
Avena et. al. (2012) encontrou resultados parecidos – 65% europeia, 31% ameríndia e 4% africana subsaariana –, os quais variam de acordo com a província: a ancestralidade europeia, por exemplo, é de 76% na província de Buenos Aires, 54% na de Chubut, 54% no nordeste argentino (províncias de Misiones, Corrientes, Chaco e Formosa) e 33% na província de Salta, no noroeste do país.
Um estudo de 2013 indicou a seguinte composição genética para as diferentes regiões da Argentina:
- Região Central: 81% europeia, 15% ameríndia e 4% africana
- Região Sul: 68% europeia, 28% ameríndia e 4% africana
- Região Nordeste: 79% europeia, 17% ameríndia e 4% africana
- Região Noroeste: 55% europeia, 35% ameríndia e 10% africana

Segundo um estudo genético, 94% dos cromossomos Y argentinos são de origem europeia, enquanto o DNA mitocondrial dos argentinos é majoritariamente (54%) de origem indígena.

## Bolívia
Sobre a composição genética da Bolívia, Taboada-Echalar et al. (2013) afirmam:
“A análise mostrou que, em média, 71% do componente na amostra boliviana total é nativo americano [indígena], seguido por 25% de ancestralidade europeia. Ao examinar a ancestralidade por departamentos, La Paz foi a região que apresentou a maior ancestralidade nativa americana (79%) [...], e, portanto, o menor componente europeu (19%). Do outro lado está o departamento de Santa Cruz, com 57% de ancestralidade nativa americana e 39% europeia. O componente africano foi muito baixo em todos os departamentos, mostrando o maior valor no departamento de Pando (2,5%), no norte. Ao examinar por regiões ecológicas, também ficou evidente que o componente nativo americano é maior no oeste montanhoso (80%) e diminui progressivamente para o leste: subandino (70%) e Llanos (64%). As diferenças são menos aparentes ao examinar áreas rurais vs. urbanas (74% e 69% do componente nativo americano, respectivamente).”

## Brasil

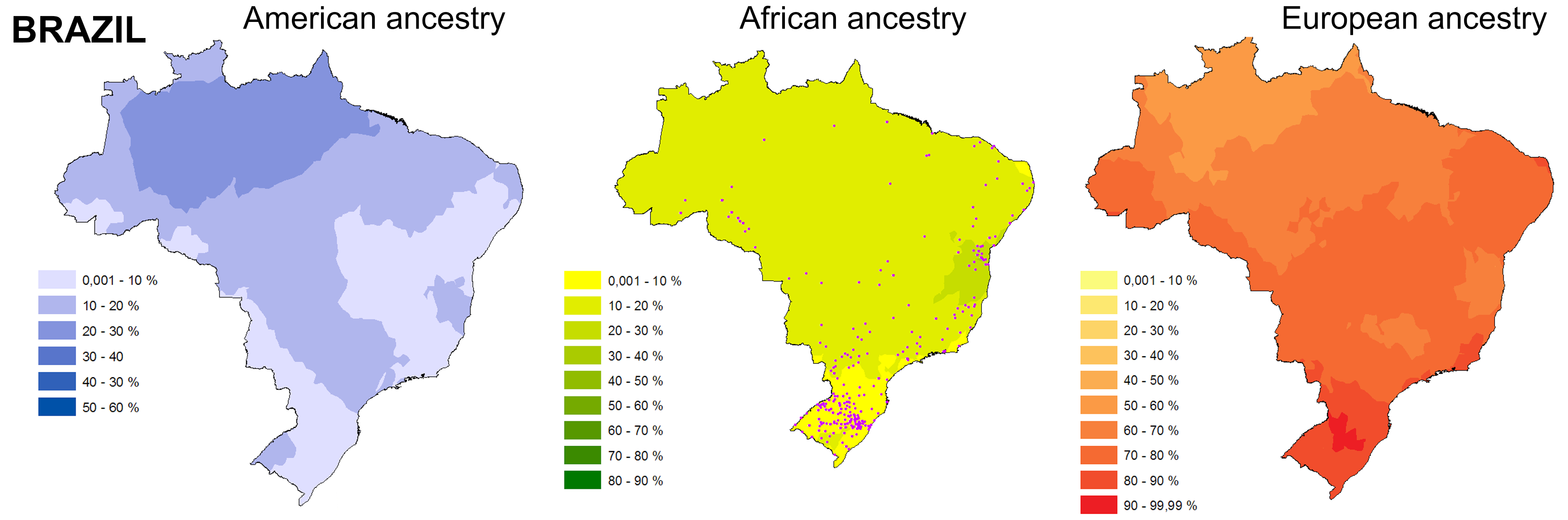
Distribuição geográfica dos componentes ancestrais ameríndio (azul), africano (verde) e europeu (vermelho), com base em estimativas individuais para amostras do Brasil. O local de nascimento dos indivíduos amostrados é indicado por pontos roxos no mapa da ancestralidade africana.

Estudos genéticos autossômicos têm demonstrado que a população do Brasil como um todo possui componentes europeus, africanos subsaarianos e ameríndios, apresentando um padrão de mistura tri-racial. O componente europeu na população do Brasil é majoritário, conforme vários estudos genéticos demonstram. Além disso, apesar do padrão de mistura tri-racial encontrado na população brasileira como um todo, ainda há uma pequena minoria da população que tem pouca ou nenhuma mistura, principalmente em seu componente ancestral branco/europeu.
Rodrigues de Moura et al. (2015) afirmam que a ancestralidade genética média do povo brasileiro (todas as regiões) é 62% europeia, 21% africana e 17% ameríndia, enquanto Manta et al. (2013) encontraram resultados parecidos para o país lusófono como um todo: 60% de ancestralidade europeia, 25% de ancestralidade africana e 15% de ancestralidade indígena.

## Chile

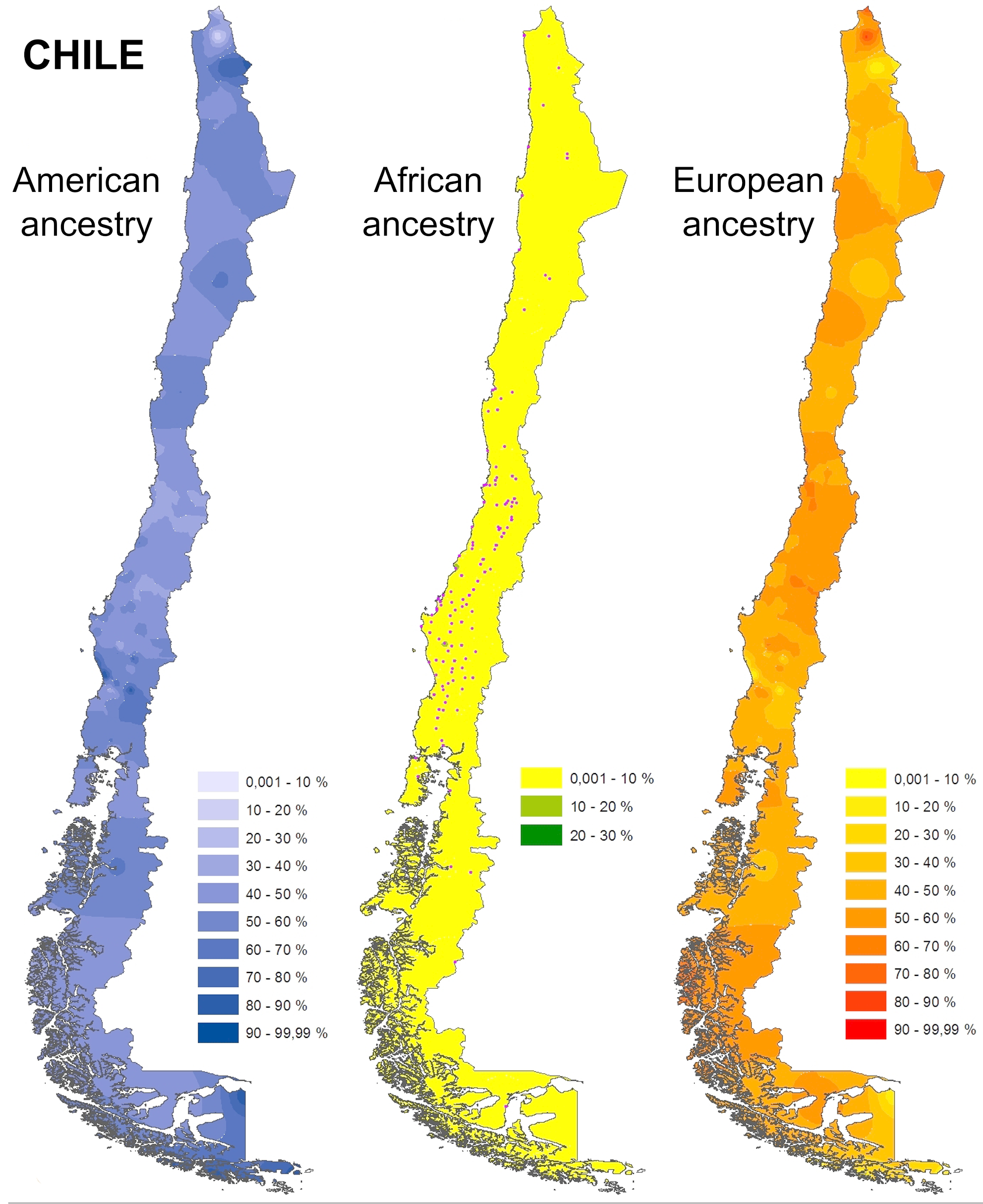
Distribuição geográfica dos componentes ancestrais ameríndio (azul), africano (verde) e europeu (vermelho), com base em estimativas individuais para amostras do Chile. Assim como no mapa do Brasil, o local de nascimento dos indivíduos amostrados é mostrado em pontos no mapa de ancestralidade africana.

Um estudo de DNA autossômico de 2014 descobriu que o pool genético nacional geral do Chile é de 44,34% (± 3,9%) de contribuição indígena, 51,85% (± 5,44%) de contribuição europeia e 3,81% (± 0,45%) de contribuição africana.
Um estudo de DNA autossômico de 2015 descobriu que a ancestralidade genética chilena é 55,16% europeia, 42,38% ameríndia e 2,44% africana (usando LAMP-LD) e 43,22% ameríndia, 54,38% europeia e 2,40% africana (usando RFMix).
Um outro estudo genético de DNA autossômico de 2015 diz que o pool genético do povo chileno é 52,7% europeu, 38,7% ameríndio, 2,5% africano subsaariano e 1,7% asiático oriental.
Mais de 80% do DNA mitocondrial (herdado pela linhagem materna) chileno é de origem indígena. Na linhagem paterna (DNA revelado pelo cromossomo Y), a predominância é a origem europeia.

## Costa Rica
De acordo com um estudo autossômico de 2003, a composição genética da Costa Rica é 61% europeia, 30% ameríndia e 9% africana. Variação regional foi observada, com maior influência europeia nas regiões norte (66%) e central (65%), maior ancestralidade indígena encontrada no sul (38%) e uma maior contribuição africana nas regiões costeiras (14% no Pacífico e 13% no Atlântico).

## Colômbia

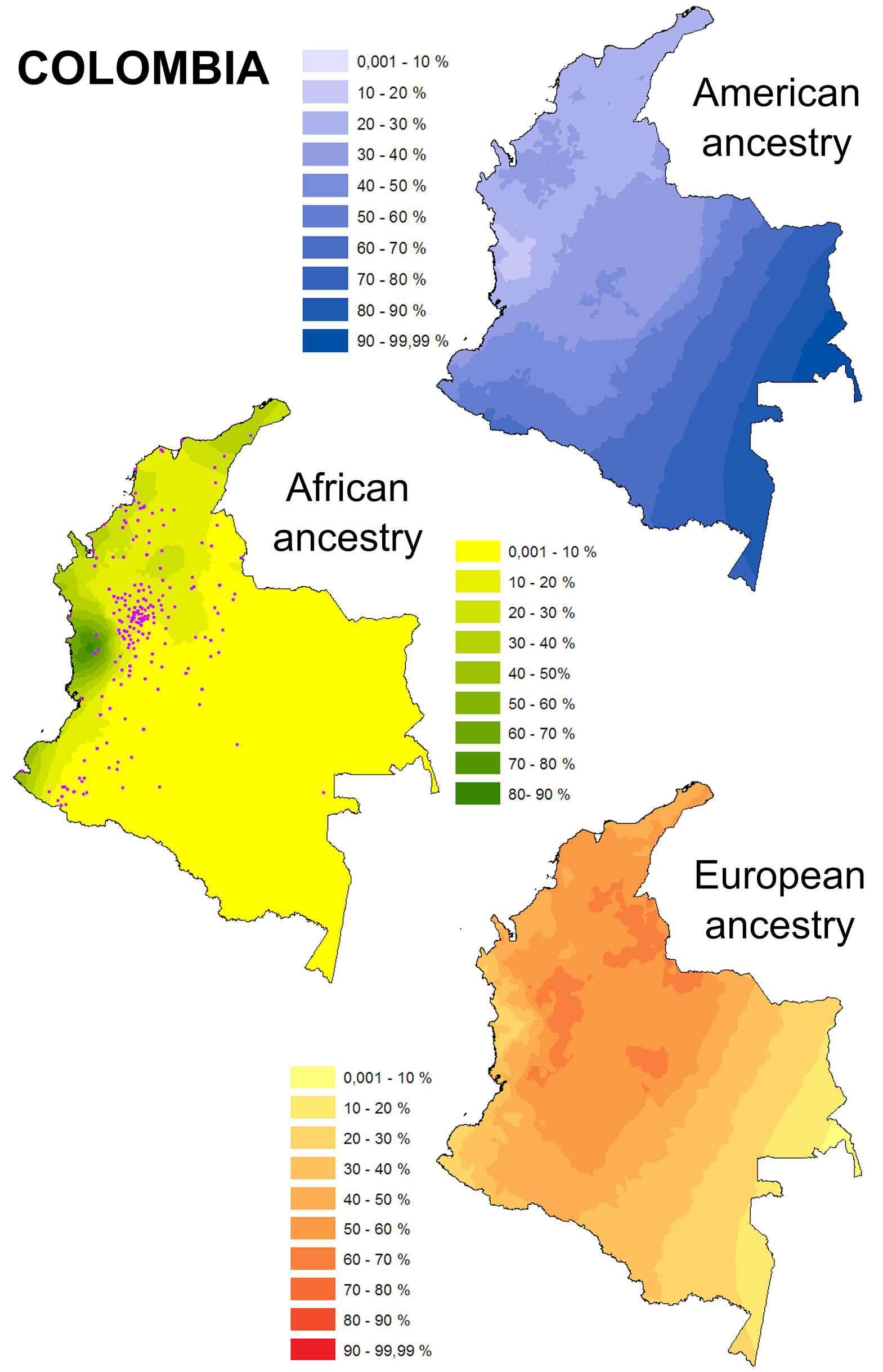
Distribuição geográfica da ancestralidade indígena (azul), africana (verde) e europeia (vermelho), com base em estimativas individuais para amostras colombianas. O local de nascimento dos indivíduos é mostrado por pontos roxos no mapa de ancestralidade africana.

Godinho (2008) afirma que a composição genética média da Colômbia é 45,9% europeia, 33,8% ameríndia e 20,3% africana subsaariana. Um estudo de 2023 determinou que o colombiano médio (de todas as raças) tem uma mistura de 53% vinda de europeus, 39% de ameríndios e 8% de africanos. Um estudo de 2010 envolvendo 15 departamentos estima que o colombiano médio (de todas as raças) seja 42% europeu, 47% ameríndio e 11% africano.
Uma pesquisa autossômica de 2009 descobriu que a mistura média na Colômbia era 57,6% europeia, 31,8% ameríndia e 10,6% africana subsaariana.
Da mesma forma, um estudo de 2016 indicou que as amostras colombianas têm 62,5% de ascendência europeia, sendo as contribuições indígenas, africanas e do Leste Asiático de 27,4%, 9,2% e 0,9%, respectivamente.
Uma pesquisa autossômica de 2016 estimou a mistura genética nas regiões naturais da Colômbia. A ancestralidade europeia foi ligeiramente predominante nas regiões Andina, Caribenha e Orinoquía (58%, 55% e 53%, respectivamente), com a ancestralidade africana sendo dominante na região do Pacífico (63%) e a ancestralidade nativa na região Amazônica (65%).
| Região Natural | Europa | Ameríndios | Africanos |
| -------------- | ------ | ---------- | --------- |
| Amazônia       | 27,14% | 65,20%     | 7,66%     |
| Andina         | 57,99% | 34,61%     | 7,4%      |
| Caribenha      | 55,01% | 22,01%     | 22,98%    |
| Orinoquía      | 53%    | 36,02%     | 10,98%    |
| Pacífico       | 22,72% | 14,01%     | 63,27%    |

Segundo estudos genéticos, 85% dos colombianos descendem, por linhagem materna, de mulheres indígenas, enquanto as linhagens paternas colombianas são predominantemente europeias.

## Cuba

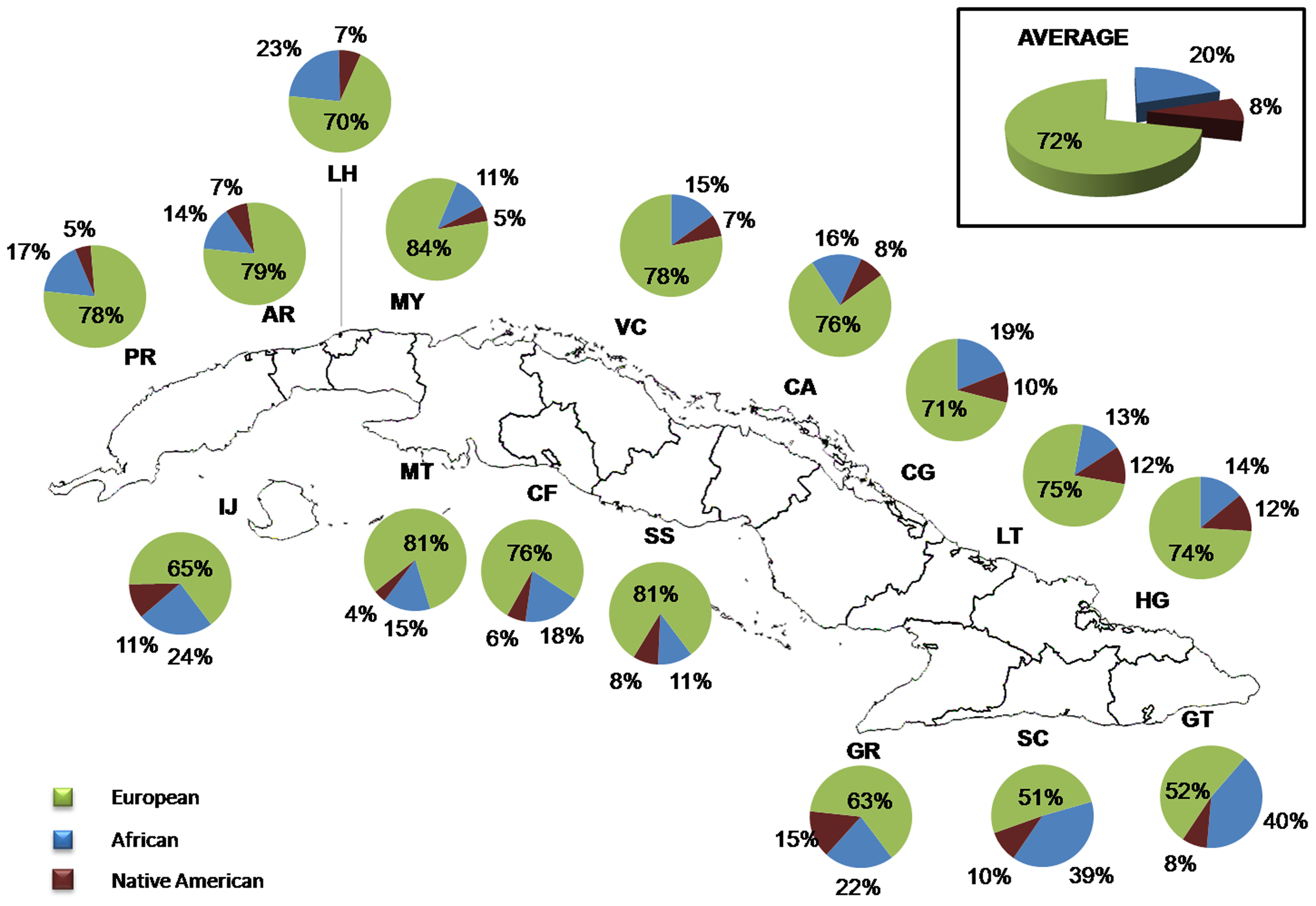
Distribuição dos componentes ancestrais europeu, africano e indígena por província de Cuba.
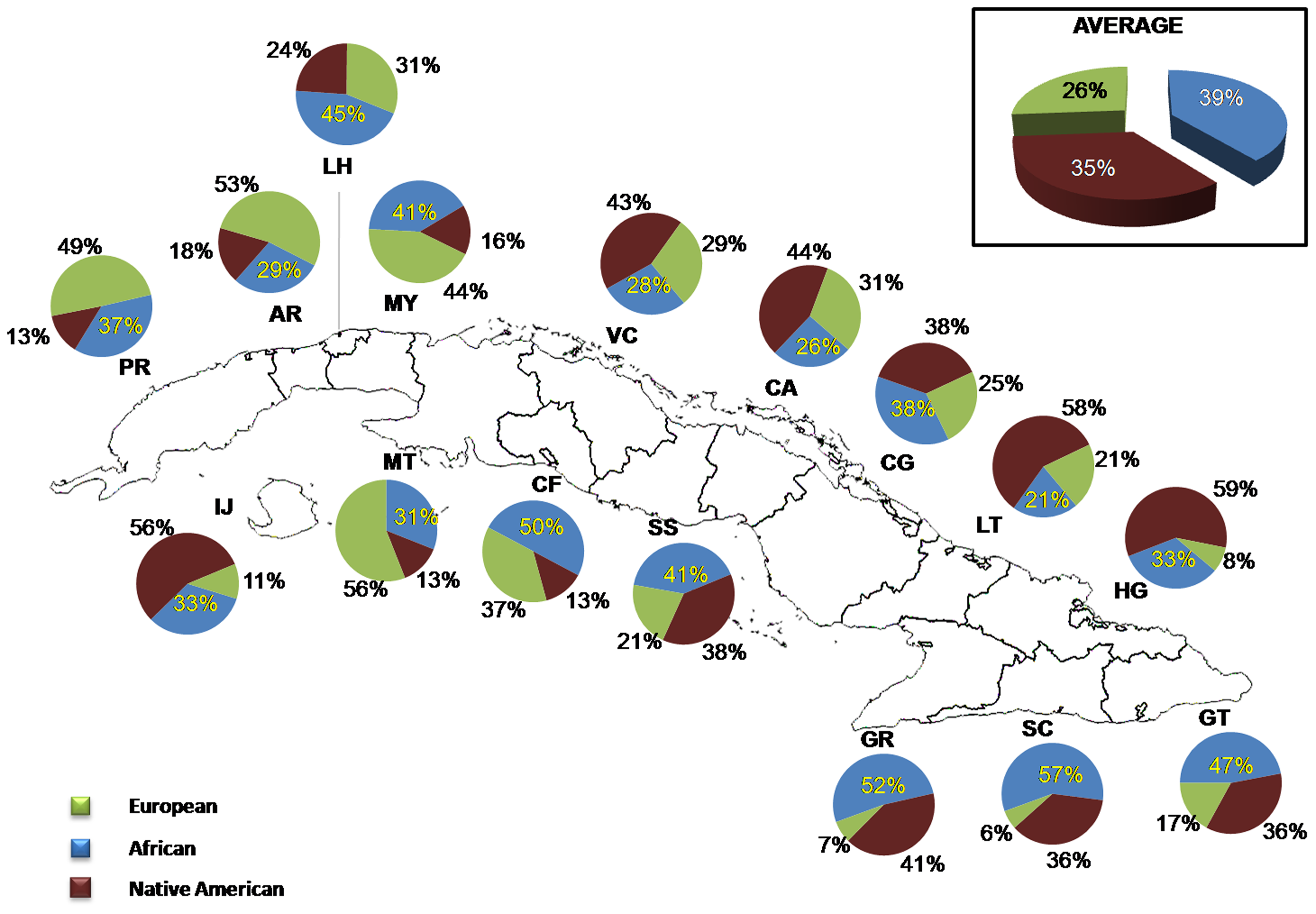
Porcentagem de haplogrupos do DNA mitocondrial indígenas, africanos e europeus por província.
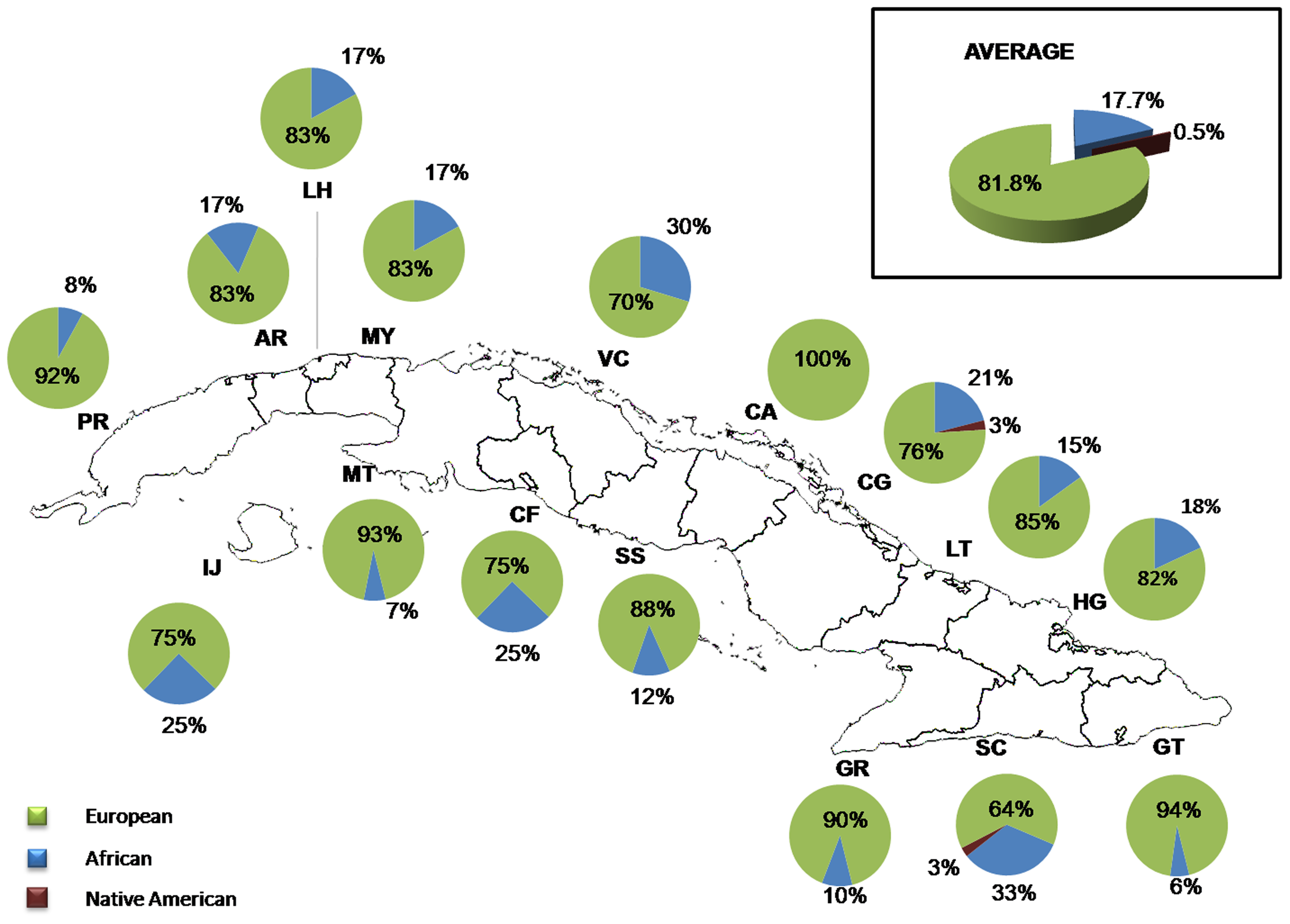
Origem dos haplogrupos do cromossomo Y a nível nacional e provincial.

Segundo Marcheco-Teruel et al. (2014), a contribuição europeia, africana e ameríndia para a população cubana foi, respectivamente, de 72%, 20% e 8% e, para os grupos étnicos cubanos, a ancestralidade média europeia africana e indígena (nessa ordem) entre aqueles que se declararam “brancos” foi de 86%, 6,7% e 7,8%, enquanto entre os que se autodeclararam “mestiços” foi de 63,8%, 25,5% e 10,7%, e, entre aqueles que se autodenominaram “negros”, foi de 29%, 65,5% e 5,5%.”

## El Salvador
De acordo com uma pesquisa genética de 2015, a mistura genética salvadorenha é 48,8% ameríndia, 46,7% europeia e 4,5% africana. Outro estudo genético revelou uma mistura e composição genética semelhantes: 52% europeia, 40% ameríndia, 6% africana e 2% árabe.

## Equador
De acordo com um estudo de DNA autossômico de 2010, a composição genética do pool genético dos equatorianos é 53,9% indígena, 38,8% europeu e 7,3% africano. Outro estudo genético autossômico, de 2015, descobriu que a composição genética do Equador é 50,1% ameríndia, 40,8% europeia, 6,8% africana e 2,3% leste-asiática.

## Guatemala
O estudo "Padrões geográficos de mistura de genomas em mestiços latino-americanos" (tradução do título para o português) da PLoS Genetics descobriu que a composição genética da Guatemala era de 55% indígena, 41% europeia e 4% africana para os ladinos (brancos e mestiços), enquanto que, para os ameríndios étnicos, a ancestralidade genética era 92% ameríndia e 8% europeia.

## Haiti
Geneticamente falando, a população do Haiti é 85-95% africana e 5-15% europeia.

## Honduras
Segundo um estudo genético de 2013, a composição genética da população hondurenha é 44,5% europeia, 45% indígena e 10,3% africana.

## México

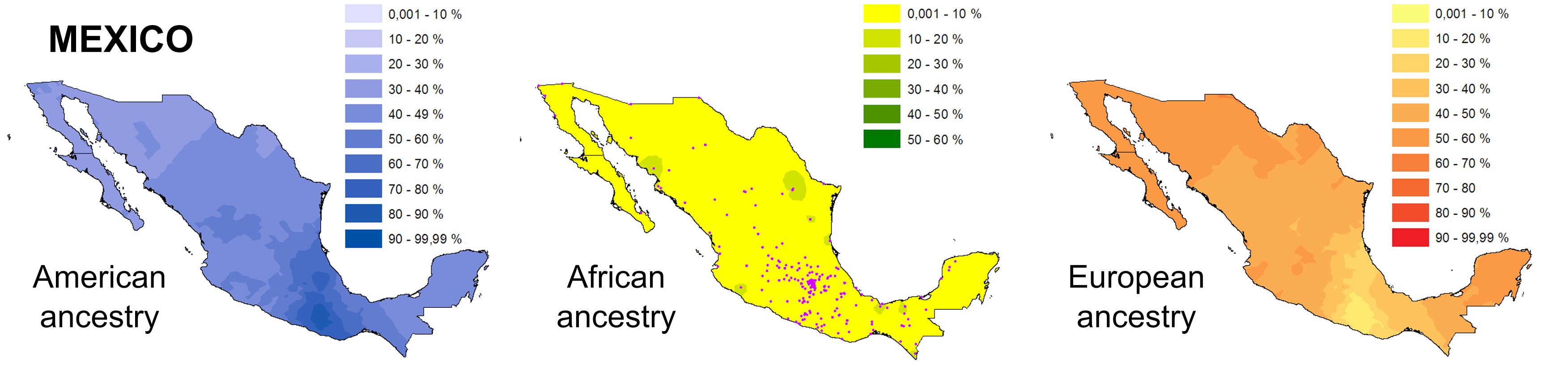
Variação regional da ancestralidade no México de acordo com um estudo feito por Ruiz-Linares et al. em 2014, cada ponto representa um voluntário, com a maioria vindo do sul do México e da Cidade do México.

De acordo com a média de vários estudos, os mexicanos são, em média, 50% europeu, 45% ameríndio e 5% africano. No entanto, isso varia muito de acordo com a metodologia e o estudo, alguns apontam para uma maior mistura indígena, enquanto outros apontam para uma maior mistura espanhola.
Os estudos de DNA autossômico feitos na população do México concordam que existe uma variação genética significativa dependendo da região analisada. O sul do México tem contribuições genéticas predominantemente ameríndias e pequenas (mas superiores à média) africanas; o centro do México tem um equilíbrio entre componentes ameríndios e europeus, este último aumentando gradualmente no norte e no oeste (onde a ancestralidade europeia é a maior parte da contribuição genética). Nas cidades da fronteira entre o México e os Estados Unidos, estudos sugerem um ressurgimento significativo da mistura ameríndia e africana.

## Nicarágua
Um estudo de 2015 afirma que a composição genética da Nicarágua é 52,1% europeia, 34,3% europeia e 13,6% africana.

## Panamá
Um estudo de 2002 afirma que a composição genética da população do Panamá é 38,72% africana, 35,87% de origem indígena e 25,4% de origem europeia.

## Paraguai
Um estudo de DNA, com amostras da região oriental do Paraguai, que concentra 97,5% da população do país sul-americano, constatou que a composição genética paraguaia é 55,4% europeia, 33,8% indígena e 10,8% africana. 87% dos haplogrupos de DNA mitocondrial do Paraguai são de origem ameríndia, enquanto 92% das linhagens paternas são de origem europeia, especialmente ibérica.

## Peru

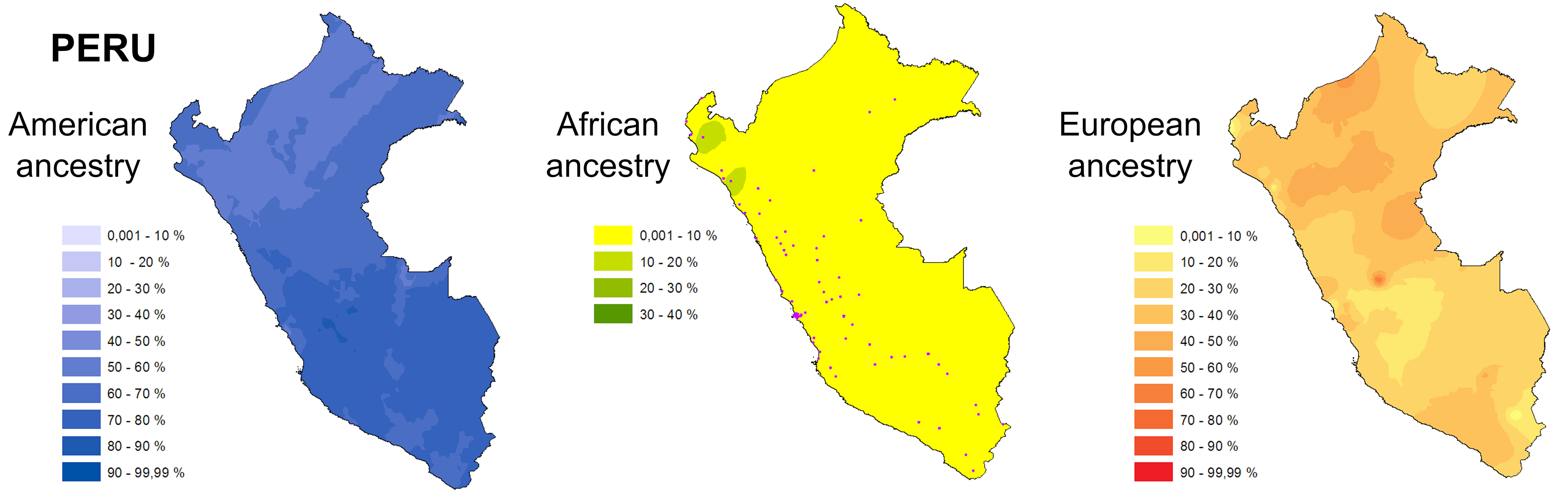
Distribuição geográfica da ancestralidade indígena (azul), africana (verde) e europeia (vermelho), com base em estimativas individuais de amostras do Peru.

De acordo com um estudo de DNA autossômico de 2015, a composição genética do Peru é 68,3% indígena, 26,0% europeia, 3,2% africana e 2,5% do leste asiático.

## Porto Rico
Um estudo genético de 2011, com 642 amostras, determinou que a composição genética da população de Porto Rico é 63,7% europeia, 21,2% africana e 15,2% indígena.
Segundo estudos genéticos, as linhagens maternas porto-riquenhas são majoritariamente de origem indígena, enquanto as linhagens paternas são predominantemente europeias.

## República Dominicana
No início do século XIX (há 7 gerações, considerando uma geração como 30 anos), o pool genético dominicano era 73% europeu, 10% ameríndio e 17% africano, sendo similar à atual composição genética da população de Cuba e de Porto Rico. Com as invasões haitianas à parte oriental da ilha de Hispaniola na primeira metade do século XIX, o pool genético dominicano recebeu uma importante contribuição africana e, hoje em dia, a população dominicana é, geneticamente falando, 57% europeia, 35% africana e 8% indígena.
A maioria das linhagens maternas dominicanas são de origem africana subsaariana, enquanto as linhagens paternas são majoritariamente europeias.

## Uruguai
A população do Uruguai é, geneticamente, 76-84% europeia, 10-15% ameríndia e 6-9% africana, segundo dois estudos genéticos.

## Venezuela
Godinho (2008) afirma que a composição genética do povo venezuelano é 60,6% europeia, 23% ameríndia e 16,3% africana subsaariana.
Castro de Guerra et al. (2011) compila dados de pesquisas anteriores, de modo que se registra a seguinte composição genética das regiões da Venezuela:
Região Central: 60% europeu, 24% ameríndio, 16% africano 
Região Centro-Oeste: 59% europeu, 32% ameríndio, 9% africano
Região dos Andes: 73% europeu, 27% ameríndio, 0% africano
Região Nordeste: 54% europeu, 31% ameríndio, 15% africano
Região Guayana: 42% europeu, 33% ameríndio, 25% africano